# استفولیدین
استفولیدین (به انگلیسی: Stepholidine) با فرمول شیمیایی C۱۹H۲۱NO۴ یک ترکیب شیمیایی با شناسه پاب‌کم ۵۲۹۰ است. که جرم مولی آن ۳۲۷٫۳۷۴ g/mol می‌باشد. 